# Amelia Hernández Causapé
Amelia Hernández Causapé (Zaragoza, 1967) es una productora de cine y teatro española. En 2020, recibió el Premio Goya a la mejor película documental por Ara Malikian, una vida entre las cuerdas, dirigido por Nata Moreno sobre el músico y violinista armenio Ara Malikian.

## Trayectoria
Inició su carrera en la producción teatral y cinematográfica, consolidándose como una figura clave en el ámbito cultural de Aragón. Desde sus inicios, ha estado vinculada a proyectos que buscan crear un tejido cultural sólido en su comunidad. Ha trabajado en la producción en diferentes áreas del espectáculo: danza, teatro, ferias y eventos, y cine. Además, ha participado en la producción de festivales internacionales para el Gobierno de Aragón.
En teatro, su labor se ha centrado en la compañía Nueve de Nueve Teatro, donde ha participado como directora de producción en obras como Con lo bien que estábamos (Ferretería Esteban), estrenada en 2018 en el Teatro Principal de Zaragoza. En cine, colabora con la compañía El Pez Amarillo, con la que ha trabajado en la producción de La estrella azul, un largometraje dirigido por Javier Macipe sobre el músico zaragozano Mauricio Aznar.

## Reconocimientos
En 2020, Hernández recibió el Premio Goya a la mejor película documental por Ara Malikian, una vida entre las cuerdas, sobre el músico y violinista armenio Ara Malikian. Al año siguiente, en 2021, fue nominada al Premio Goya al mejor cortometraje por Gastos incluidos. Ese mismo año, recibió también el Premio Max a la Mejor Labor de Producción por la obra teatral Con lo bien que estábamos (Ferretería Esteban).
En 2024, obtuvo el Premio Yepes a la Mejor Música para Teatro, Cine o TV por la película La estrella azul, que también fue galardonada con el Premio a la Mejor Película, otorgado por el público, en el Festival de Cine Inédito de Mérida, y recibió el Premio Cooperación Española y el Premio TCM de la Juventud en el Festival Internacional de Cine de San Sebastián.

### Premios y nominaciones
Premios Forqué
| Año  | Categoría                     | Película         | Resultado |
| ---- | ----------------------------- | ---------------- | --------- |
| 2024 | Mejor largometraje de ficción | La estrella azul | Nominada  |

Premios Feroz
| Año  | Categoría                | Película         | Resultado |
| ---- | ------------------------ | ---------------- | --------- |
| 2024 | Mejor película dramática | La estrella azul | Nominada  |

Premios Simón
| Año  | Categoría                     | Película         | Resultado |
| ---- | ----------------------------- | ---------------- | --------- |
| 2024 | Mejor dirección de producción | La estrella azul | Ganadora  |

## Filmografía
- 2014 - Os Meninos do Rio. Cortometraje. Dirección: Javier Macipe
- 2018 – Al'Amar. Cortometraje. Dirección: Nata Moreno
- 2018 – Otra oportunidad. Cortometraje. Dirección: Javier Macipe
- 2019 – Gastos incluidos. Cortometraje. Dirección: Javier Macipe
- 2019 – Ara Malikian: una vida entre las cuerdas. Documental. Dirección: Nata Moreno
- 2023 – La estrella azul. Largometraje. Dirección: Javier Macipe